# Hits Me Like a Rock
Hits Me Like a Rock é uma canção da banda de rock alternativo brasileira Cansei de Ser Sexy com participação do cantor britânico Bobby Gillespie, vocalista da banda de rock alternativo Primal Scream. Lançada em 15 de agosto de 2011, a canção foi posta para download digital gratuito no site da banda, sendo a primeira música de trabalho retirada do álbum La Liberación. 

## Composição
Em entrevista sobre o lançamento da nova canção e o novo disco do Cansei de Ser Sexy, a vocalista Lovefoxxx explicou qual o grande objetivo da canção, dizendo sobre a composição:
| “ | É sobre o poder da música de agora nas nossas vidas. Sabe quando você ouve muito uma música e depois, por um tempo você deixa de ouvir, se cansa, você simplesmente esquece que a canção existe. Mas então quando você escuta de novo sem querer, é poderoso, trazer de volta tudo que esa canção lembra para você, você ouve novamente e tudo o que você sentiu bate tão forte e cada vez a música se torna física. | ” |

## Recepção da crítica
O renomado The Guardian declarou que a canção é uma volta por cima da banda depois do erro no álbum Donkey, descrito como ruim. O jornal disse ainda que a canção "se mostra como uma explosão de luz do sol" e classificou-a como épica, dizendo ainda que a participação de Bobby Gillespie é surpreendentemente e dá um toque especial ao single. O site Oh My Rock declarou que a canção traz a sonoridade mais relaxada, coom sintetizadores tropicais e os doces vocais, declarando ainda que é "um pop despretencioso nos moldes do primeiro disco, o climinha electro-reggae do remix ainda é deixado de lado a favor de uma atmosfera mais verão, perfeita para o hemisfério norte". O The Blusrt Time fez positivas críticas sobre o single:
| “ | É uma mistura pop tropical da banda com alguns grandes sintelizadores da disco music. Eles conseguem mantê-la simples, mas enérgica, perfeita para ficar presa na sua cabeça o dia todo. E uma canção como essa definitivamente não é uma coisa ruim. | ” |

## Faixas
Download digital
1. Hits Me Like a Rock

EP
1. Hits Me Like a Rock
2. Tutti Frutti Fake
3. Hits Me Like a Rock (Depressed Buttons Mix)
4. Hits Me Like a Rock (Designer Drugs Remix)
5. Hits Me Like a Rock (Kido Yoji Remix)